# Desa Sumberaji (administrativ by i Indonesien, lat -7,37, long 112,17)
Desa Sumberaji är en administrativ by i Indonesien.   Den ligger i provinsen Jawa Timur, i den västra delen av landet, 600 km öster om huvudstaden Jakarta.